# (6879) Hyogo
(6879) Hyogo est un astéroïde de la ceinture principale.

## Description
(6879) Hyogo est un astéroïde de la ceinture principale. Il fut découvert le 14 octobre 1994 à Sengamine par Kazuyuki Itō. Il présente une orbite caractérisée par un demi-grand axe de 3,12 UA, une excentricité de 0,18 et une inclinaison de 8,6° par rapport à l'écliptique.

## Compléments